# Adaeratio
Mit Adaeratio wurde in der römischen Spätantike die Ersetzung von Naturalbezügen und Naturallieferungen durch Geld bezeichnet. Besonders fiskalische Leistungspflichten konnten so abgegolten werden.
Das Wort adaeratio ist erstmals im Jahr 409 im Codex Theodosianus bezeugt. Betroffen waren vor allem Getreide (annona), aber auch andere Lebensmittel wie Fleisch, Salz und Öl oder auch Konsumgüter wie Kleidung oder Pferde.
Die adaeratio wurde immer dann angewandt, wenn der Staat schon genug Abgaben in Form von Naturalien eingenommen hatte und sein Jahresbedarf somit gedeckt war. Allerdings betraf sie nur Lieferrückstände (Steuerschulden), wenn diese nicht mehr im angemessenen Zeitraum verwendet werden konnten. Der zu zahlende Betrag wurde vom Kaiser oder von einem beauftragten Beamten (praefectus praetorio) auf Grund von Schätzungen oder anhand des üblichen Marktpreises festgesetzt. Von Bedeutung war immer die Billigkeit der Wünsche der Steuerzahler auf der einen und die der Bedürfnisse von Zivilverwaltung und Heer auf der anderen Seite. So war es etwa so, dass bei nicht zumutbaren Fällen, etwa bei extrem langen Transportwegen oder bei Verderblichkeit der zu liefernden Waren, ein monetärer Ersatz geleistet werden konnte.
Angewandt wurde das Verfahren seit den fiskalischen Neuordnungen unter Diokletian und Konstantin dem Großen. Die Ersetzung der prinzipiell bestehenden Naturalienlieferverpflichtung wurde in einer Art Privileg gestattet, wobei es jedoch oft zu Übervorteilungen und Unterschlagungen kam. Seit dem 5. Jahrhundert kam es immer häufiger dazu, dass das ursprüngliche adaeratio-Verbot durch ein adaeratio-Gebot ersetzt wurde; die Ablösung von Naturalleistungen durch Geldleistungen war später jedoch derart vorangeschritten, dass Zwangsaufkäufe nötig wurden (coemptio).
Man unterscheidet je nach dem Ort bei Steuergüterverkehr Erhebungs-adaeratio und Verausgabungs-adaeratio (oder auch Steuer-adaeratio und Verteilungs-adaeratio).